# 1953 en Inde
Chronologie de l'Inde
- 1949
- 1950
- 1951
- 1952
- 1953
- 1954
- 1955
- 1956
- 1957

Cette page concerne les évènements survenus en 1953 en Inde  :

## Évènement
- Le gouvernement indien met en place la première commission des classes défavorisées, dirigée par Kaka Kalelkar (en).
- Schéma modifié de l'enseignement élémentaire (en).
- 2 mai : Accident du vol BOAC 783 (en) peu après son décollage à Calcutta.
- 28 septembre : Pacte Nagpur (en), entre les dirigeants politiques indiens. Il conduit à la création de l'État du Maharashtra à partir des zones contiguës de langue marathi de l'État de Bombay, de l'État du Madhya Pradesh et de l'État d'Hyderabad.

## Sortie de film
- Baaz
- Deux Hectares de terre
- Devdas
- Jhansi Ki Rani
- Ladki

## Littérature
- The Private Life of an Indian Prince (en), roman de Mulk Raj Anand.

## Création
- État d'Andhra (en) : découpe des régions de langue télougou de l'ancienne Présidence de Madras.
- Indian Airlines
- Nationalisation d'Air India

## Naissance
- Kambhampati Hari Babu (en), parlementaire.
- K. Bhagyaraj (en), acteur, réalisateur.
- Hari Chand, athlète spécialiste des courses de fond.
- Avinash Balkrishna Patwardhan (en), ingénieur.
- Suresh Prabhu (en), ministre.
- Devi Shetty, chirurgien.
- Ranjit Sinha (en), policier.
- Varaprasad Rao Velagapalli (en), parlementaire.

## Décès
- Abdullah Yusuf Ali, érudit islamique.
- Sulaiman Nadvi, écrivain.